# Longyougrottorna
Longyougrottorna (龙游石窟, Lóngyóushíkū) är en serie handgrävda grottor norr om Longyou utanför Quzhou i Zhejiang i Kina. Det är i dag inte känt hur de är grävda, av vem eller varför. Grottorna tros vara grävda för mer än 2 000 år sedan, innan grundandet av Qindynastin 221 f.Kr..
Longyougrottorna hittades 9 juni 1992 av Wu Anai som var en lokal bybo. När grottorna hittades var de vattenfyllda och totalt har 36 olika grottor hittats. Grottorna är manuellt uthuggna ur solid siltsten och är samtliga ungefär 30 meter djupa. Alla grottorna finns inom en kvadratkilometer, men inga grottor är sammankopplade även om väggarna mellan olika grottor ibland är så tunna som 50 cm Grottornas storlek varierar mellan 1 000 och 3 000 m2
Grottorna innehåller rum, broar, kanaler och poler. Formen på grottorna är som stora hallar med raka väggar och skarpa hörn utförda med stor precision. På grottornas golv, väggar och tak finns symmetriska mönster efter uthuggningen och ungefär 1 000 000 m3 sten beräknas ha huggits ut ur berget.
Det finns inga arkeologiska bevis för när grottorna har huggits ut, men liknande uthuggningsmönster har hittats på föremål daterade år 800 till 500 f.Kr. Trots grottornas förmodat höga ålder är de i nästan perfekt skick utan några skador. Arbetet att uppföra dessa grottor var så stort att det sannolikt varit sanktionerat av landets styrande, men grottorna finns inte nämnda i någon känd skrift.